# SDLMAME
SDLMAME era un port de MAME (Multiple Arcade Machine Emulator), un popular emulador de máquinas recreativas. Está basado en el código fuente para Windows de este programa, pero utiliza las librerías SDL para obtener soporte multiplataforma, lo que le permite funcionar bajo GNU/Linux y otros sistemas operativos con pocos cambios. Esto posibilita que esta versión pueda seguir los lanzamientos del MAME original más rápidamente que otros ports.
SDLMAME puede funcionar bajo GNU/Linux (de 32 y 64 bit), FreeBSD y Mac OS X, además de poder ser compilado también para Windows.
Actualmente no existe un proyecto paralelo separado, sino que forma parte del MAME oficial.